# Honda Civic Type R

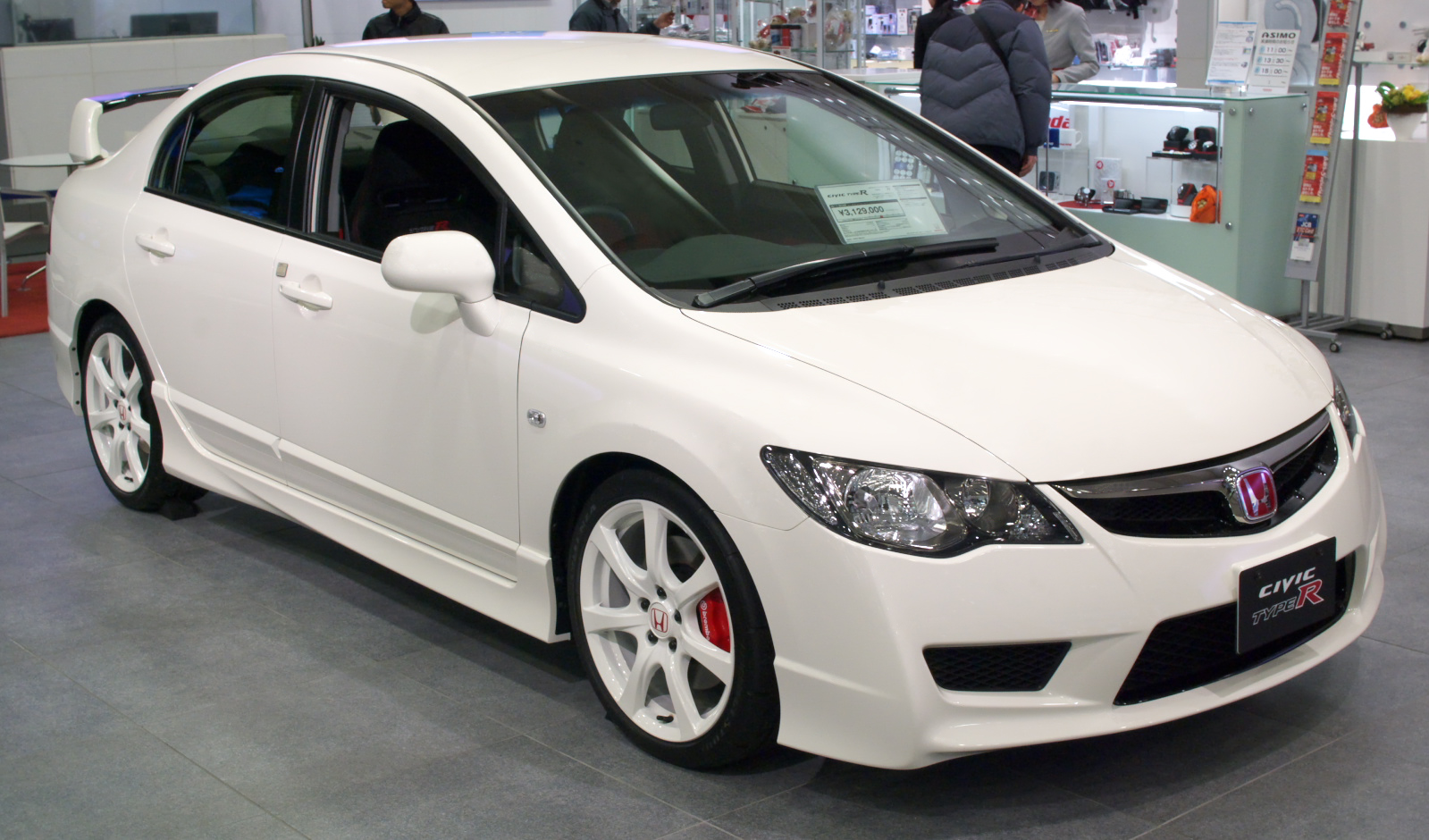
Honda Civic Type R (FD2) tricorps de 2007 réservée au marché japonais.

La Honda Civic Type R (en japonais :ホンダ・シビックタイプR, Hepburn :Honda Shibikku Taipuāru) est une série de modèles de berlines sportives compactes basés sur la Civic, développés et produits par Honda depuis septembre 1997. La première Civic Type R était le troisième modèle à recevoir le badge Type R de Honda (après la NSX et l'Integra). Les versions Type R de la Civic présentent généralement une carrosserie allégée, un moteur spécialement préparé et des freins et un châssis améliorés, et ne sont proposées qu'avec une transmission manuelle à cinq ou six rapports. Comme pour les autres Type R, le rouge est utilisé en arrière-plan du badge Honda pour les distinguer des autres modèles.

## EK9 (1997-2000; basée sur la sixième génération de Civic)
La Civic Type R a démarré en 1997 avec la génération VI, mais uniquement pour le marché domestique japonais (EK9). Elle était basée sur le bloc moteur de la Civic SiR (VTi en Europe) dont le moteur 1.6l était poussé à 185ch (moteur B16B), à sa sortie record de puissance spécifique pour un moteur de série atmosphérique (115 ch/l). Il était associé à un différentiel à glissement limité, pour un poids limité à 1090kg.

## EP3 (2001-2006; basée sur la septième génération de Civic)

### Performances
D'après le constructeur : vitesse maxi: 237 km/h, 0 à 96 km/h: 6,6 s ; 0 à 100 km/h : 6,8 s. 400 m DA: 15,06 s

### Sécurité
Dans cette voiture, deux airbags sont le minimum requis au niveau sécurité. Un ABS est disponible dans la voiture assurant un peu plus de sécurité. Ces larges vitres assurent une grande et bonne visibilité. À l'arrière de la voiture, deux adultes entre 1,75 et 1,80 m peuvent facilement loger.

### Caractéristiques de la version européenne
Moteur
- Moteur: K20A2
- Puissance maxi: 200 ch à 7400 tr/min
- Puissance au litre: 100 ch
- Couple maxi: 20,0 mkg à 5900 tr/min
- Couple au litre: 10,0 mkg
- Régime maxi: 7900 tr/min
- Rupteur: 8300 tr/min
- Cylindrée: 1 998 cm3
- Alésage X course (mm): 86 X 86
- Rapport volumétrique: 11,0:1
- Type: 4 cylindres en ligne
- Disposition: avant transversale
- Bloc/culasse: alliage / alliage
- Soupapes par cylindre
- Arbre à cames: double (i-VTEC : levée et temps d'ouverture variable + déphasage à l'admission)
- Entraînement : chaîne
- Alimentation/allumage: gestion intégrale Honda PGM FI

Transmission
- Type : traction
- Blocage de différentiel avant: non
- Rapport de boîte, vitesse à 1000 tr/min, et vitesse maxi en :
  - 1re: 3,266 - 7,2 - 57
  - 2e: 2,130 - 11,0 - 87
  - 3e: 1,517 - 15,5 - 122
  - 4e: 1,147 - 20,5 - 162
  - 5e: 0,921 - 25,5 - 201
  - 6e: 0,738 - 31,8 - 227
- Rapport de pont : 4,764

Châssis
- Châssis : EP3
- SCx: 0,68
- Cx: 0,33
- Carrosserie: berline 3 portes
- Nombres de places: 4
- Suspension avant: McPerson (triangle) + barre antiroulis
- Arrière: double triangulation, combiné ressorts/amortisseurs, barre antiroulis
  - Ø BAR av: 25,4 mm
  - Ø BAR ar: 18,0 mm
- Direction: crémaillère avec assistance électrique
- Tours de volant: 2,75
- Diamètre de braquage: 11,4 m
- Frein AV: disque ventilés Ø300x25 mm
- Frein AR: disque Ø260x11 mm
- Antiblocage: ABS à 4 capteurs et 3 canaux + répartiteur EBD

Roues
- Pneumatiques: Bridgestone
- Type: Potenza RE040
- Dimensions av et ar: 205/45 R17 W
- Jantes: 7J 17 alliage 5x114.3

Poids/dimensions
- Poids annoncé: 1 204 kg
- Poids contrôlé: 1 213 kg (1 233 kg si option climatisation)
- Rapport poids/puissance: 6,06 kg/ch (6,16 kg/ch si option climatisation)
- Répartition:
  - avant: 748 kg (62 %)
  - arrière: 465 kg (38 %)
- Capacité du réservoir: 50 l
- Longueur: 4 135 mm
- Largeur: 1 695 mm
- Hauteur: 1 420 mm
- Empattement: 2 570 mm
  - Voie avant: 1 470 mm
  - Voie arrière: 1 470 mm

Prix de vente neuf: 23 000 €

### Version30eanniversaire
Série spéciale vendue en Europe pour fêter les 30 ans de la Civic. Plus de 400 points de modifications avec la version normale ; ça va des joints de vitres aux ressorts de soupapes. Elle hérite du look de la version JDM avec des baquets Recaro rouges, tapis de sol rouge, des vitres arrière teintées noires, un levier de vitesse en titane et un volant Momo.
Au niveau mécanique, ses caractéristiques restent les mêmes et elle a été allégée de 10 kg par rapport à la version normale (sans doute la différence de poids des baquets). Les couleurs dispos : gris clair, noir et rouge.
Prix de vente neuf : 24 200 €

## FN2 (2007-2011; basée sur la huitième génération de Civic)
Uniquement disponible en trois portes.
Dernière génération de Honda Civic Type R à posséder un moteur atmosphérique. Avec un K20z3 de 201 ch et 193 Nm de couple d'une cylindrée de 1996cc.

### Caractéristiques de la version européenne
- Nombres de cylindres : 4 en ligne
- Position : Transversal, avant
- Culasse/Bloc : Alliage léger / Alliage léger
- Nombre de soupapes par cylindre : 4
- Distribution : 2 ACT (levée et durée variable)
- Suralimentation : Non
- Cylindrée : 1 998 cm3
- Alésage x course : 86 x 86 mm
- Rapport volumétrique : 11
- Régime maximum : 8300 tr/min
- Puissance maxi : 201 ch à 7800 tr/min
- Puissance au litre : 100,5 ch
- Couple maxi : 19.3 a 5 600
- Couple au litre : 9,9 mkg
- Nombre de Vitesses : 6
- Transmission : Traction
- Suspension Avant : McPherson (triangles), barre antiroulis
- Suspension Arrière : Essieu déformable ressort / amortisseurs séparés, barre antiroulis
- Direction : Crémaillère assistée, électroniquement
- Freins avant : Disques ventilés. 300x25 mm
- Freins arrière : Disques, 260x9 mm
- Autobloquant : En Série sur l'édition spéciale "White Championship"
- Poids :	1 324 kg
- Rapport poids / puissance : 6,47 kg/ch
- Longueur - Largeur - Hauteur : 4275-1785-1445 mm
- Empattement : 2635
  - Avant : 1506
  - Arrière : 1530
- Pneumatiques : 225/40 R 18, 225/40 R 18

Performances : d'après le constructeur, vitesse maxi: 235 km/h ; 0 à 100 km/h : 6,6 s ; 400 m DA: 15,03 s
- Freinage :
  - 130 à 0 km/h : 64 mètres
  - 160 à 0 km/h : 95 mètres

Prix de vente neuf : 30 800 €

## FK2 (2015-2017; basée sur la neuvième génération de Civic)
0 à 100 km/h effectué en 5,7 secondes avec une vitesse maximale de 270 km/h.
35 000 € (+ 2 200 € de malus) dans la version de base et 37 400 € dans la finition GT mieux équipée. la Renault Mégane RS Trophy demande un chèque de 38 300 € (+ 2 200 € de malus).

### Fiche technique
- Moteur transversal avant 4 cylindres en ligne 1 996 cm3, 16 soupapes, injection directe, turbo.
- puissance maxi : 310 chevaux (228 kW) à 6 500 tr/min
- (Régime maxi : 7 500 tr/min)
- couple maxi : 400 N m de 2 500 à 4 500 tr/min (~142 à 256 ch)
- ratio : 155 ch/L (114 kW/L) - 200 N m/L
- transmission : traction + autobloquant
- boite de vitesses manuelle à 6 rapports
- pneus : 235/35/19
- Frein av : disque ventilé percé (350 mm) étriers fixe 4 pistons
- frein AR : disques plein (296 mm) étrier flottants mono piston
- Dimensions : 4 390 × 1 878 × 1 466 mm
- empattement : 2 595 mm - voies : AV 1 540 mm/ AR 1 540 mm
- poids annoncé : 1 382 kg (DIN) 1 457 kg (UE)
- boîte de vitesses : mécanique à six rapports
- carburant : essence

## FK8 (2017-2022; basée sur la dixième génération de Civic)

### Série limitée
- Honda Civic Type R Limited Edition (2020)[6]
- Toute la gamme des Honda Civic Type R a été restylée.
- La couleur principale de la nouvelle voiture est le jaune, cette couleur est à l'origine associée à la Renault Megane R.S[7].
- Comme pour la version Trophy R, la Civic 10 type r sera allégée elle aussi.

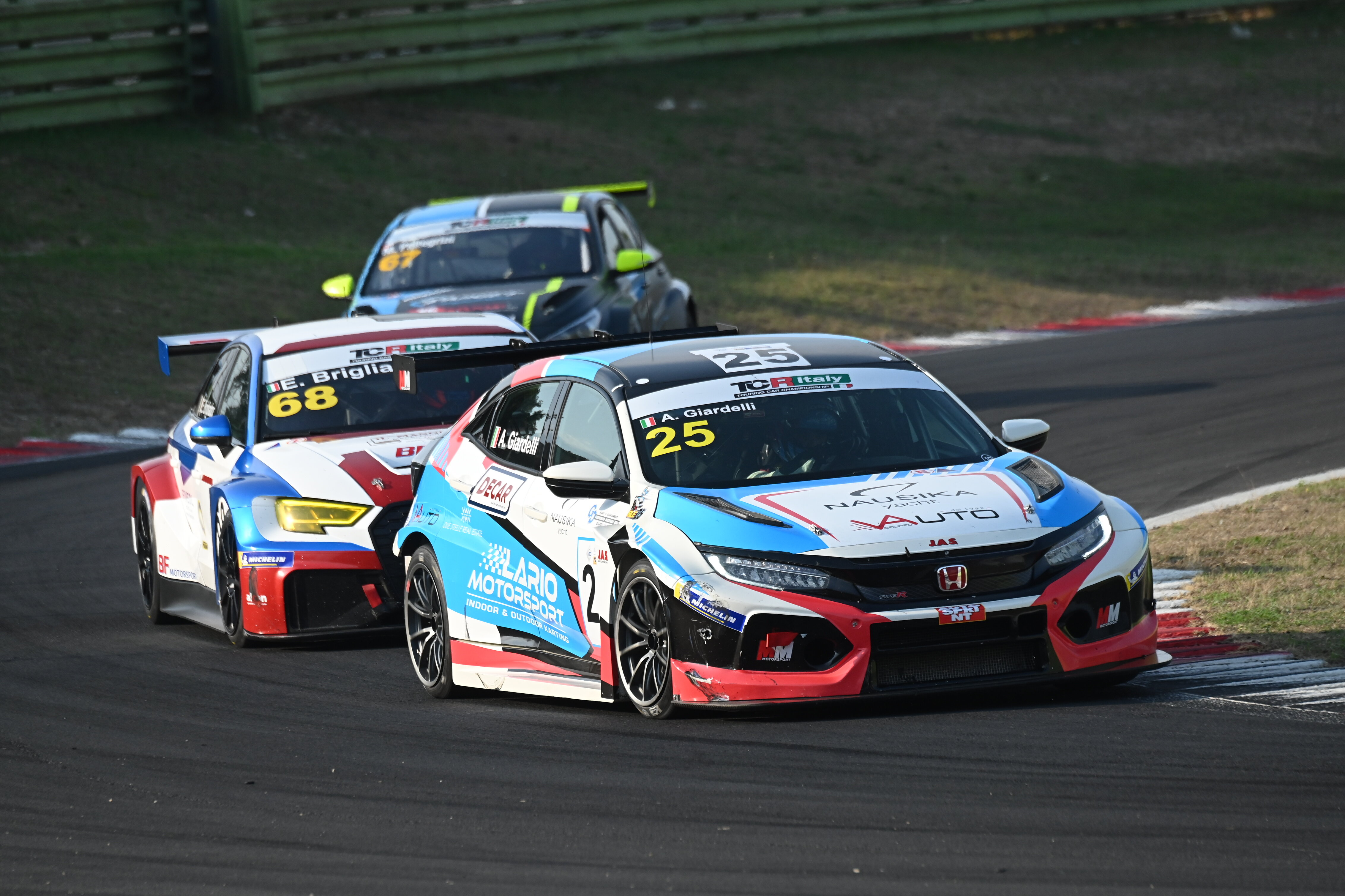
Honda Civic 10 Type R TCR au circuit Vallelunga.

## FL5 (2023-; basée sur la onzième génération de Civic)
La Civic Type R basée sur la onzième génération de Civic est présentée le 21 juillet 2022. Sa présentation est annoncée le 12 juillet, jour du 50e anniversaire de la première Honda Civic commercialisée la première fois le 12 juillet 1972.
La Civic Type R reçoit, comme sur les autres générations, des éléments distinctifs à l'intérieur et à l'extérieur, en plus de sa mécanique. Cette sportive est notamment équipée de sièges baquet, installés plus bas que dans les autres Civic, en suédine rouge.
Le moteur est issu de la précédente génération, mais reçoit des améliorations. Ainsi, il gagne 9 chevaux de puissance (329 ch au total) et 20 N m de couple (420 N m). Ainsi, le 0 à 100 km/h est réalisé en 5,4 s et la vitesse maximale atteint 275 km/h.
Cette Civic Type R est disponible à partir de 55 000 € en France, hors malus écologique de 12 552 € (barème 2023).